# WEC 17
WEC 17: Halloween Fury 4 foi um evento de artes marciais mistas promovido pelo World Extreme Cagefighting em 14 de Outubro de 2005 no Tachi Palace Hotel & Casino em Lemoore, California.

## Background
O torneio de meio pesados teve o vencedor coroado campeão e ganhando um contrato com o UFC.

## Resultados
- Andrew Martinez vs.. Jimmy Dexter

Essa luta terminou em Sem Resultado devido a joelhadas ilegais na cabeça do adversário no chão.
- Kenny Ento vs. Charles Price

Ento derrotou Price por Finalização (chave de braço) aos 1:19 do primeiro round.
- Shane Carwin vs. Carlton Jones

Carwin derrotou Jones por Finalização (socos) aos 2:11 do primeiro round.
- Gil Castillo vs. Steve Ramirez

Castillo derrotou Ramirez por Nocaute Técnico (socos) aos 4:01 do segundo round.
- Antonio Banuelos vs. Ed Tomaselli

Banuelos derrotou Tomaselli por Nocaute Técnico (corte) aos 2:25 do primeiro round.
- Cole Escovedo vs. Joe Martin

Escovedo derrotou Martin por Finalização (triângulo voador) aos 1:05 do primeiro round.
- Poppies Martinez vs. Robert Breslin

Essa luta terminou em Sem Resultado devido a um chute na região genital acidental.
- Gabe Ruediger vs. Sam Wells

Ruediger derrotou Wells por Decisão Unânime aos 5:00 do terceiro round.
- Mike Pyle vs. Bret Bergmark

Pyle derrotou Bergmark por Finalização (triângulo) aos 3:36 do primeiro round para vencer o Cinturão Meio Médio Vago do WEC.
- Lavar Johnson vs. Corey Salter

Johnson derrotou Salter por Finalização (golpes) aos 3:37 do primeiro round.
- Ricco Rodriguez vs. Jimmy Ambriz

Rodriguez derrotou Ambriz por Finalização (socos) aos 4:13 do primeiro round.

## Torneio de Meio Pesados

### Semifinais
- Scott Smith vs. Tim McKenzie

Smith derrotou McKenzie por Nocaute Técnico (socos) aos 2:25 do primeiro round.
- Justin Levens vs. Jorge Oliveira

Levens derrotou Oliveira por Nocaute (slam) aos 0:54 do primeiro round.

#### Luta Alternativa
- Vernon White vs. Alex Stiebling

White derrotou Stiebling por Nocaute (soco) aos 0:09 do segundo round.

### Final
- Scott Smith vs. Tait Fletcher

Smith derrotou Fletcher por Nocaute Técnico (socos) aos 3:55 do primeiro round para vencer o Cinturão Peso Meio Pesado Vago do WEC.

### Chave do Torneio
|  | Semifinal      | Semifinal       | Semifinal      |                 |                | Final       | Final | Final |  |
|  |                |                 |                |                 |                |             |       |       |  |
|  | Estados Unidos | Scott Smith     | TKO            |                 |                |             |       |       |  |
|  | Estados Unidos | Scott Smith     | TKO            |                 |                |             |       |       |  |
|  | Estados Unidos | Tim McKenzie    | 1              |                 |                |             |       |       |  |
|  | Estados Unidos | Tim McKenzie    | 1              |                 | Estados Unidos | Scott Smith | TKO   |       |  |
|  |                |                 |                |                 | Estados Unidos | Scott Smith | TKO   |       |  |
|  |                |                 | Estados Unidos | Tait Fletcher 2 | 1              |             |       |       |  |
|  | Estados Unidos | Justin Levens 1 | Estados Unidos | Tait Fletcher 2 | 1              | KO          |       |       |  |
|  | Estados Unidos | Justin Levens 1 |                |                 |                |             |       |       |  |
|  | Brasil         | Jorge Oliveira  | 1              |                 |                |             |       |       |  |

1 Justin Levens foi forçado a se retirar da luta devido a uma lesão no ombro. Ele foi substituído por Vernon White. 

2 Vernon White foi forçado a se retirar da luta com uma lesão na mão. Ele foi substituído por Tait Fletcher.

## Ligações Externas
- WEC 17 Results at Sherdog.com